# Pallacanestro maschile ai XVI Giochi dei piccoli stati d'Europa
La pallacanestro maschile ai XVI Giochi dei piccoli stati d'Europa si è svolta dal 2 al 6 giugno 2015 a Reykjavík: al torneo hanno partecipato quattro squadre nazionali europee di stati con meno di un milione di abitanti.

## Regolamento
Le squadre hanno disputato una fase unica con la formula del girone all'italiana.

## Squadre partecipanti
| Squadra     | Qualificazione      | Ultima partecipazione |
| ----------- | ------------------- | --------------------- |
| Islanda     | Paese organizzatore | Lussemburgo 2013      |
| Andorra     | -                   | Lussemburgo 2013      |
| Lussemburgo | -                   | Lussemburgo 2013      |
| Montenegro  | -                   | Debutto               |

## Torneo

### Risultati
| Reykjavík 2 giugno 2015, ore 17:00 | Lussemburgo | 55 – 83 | Montenegro | Laugardalshöll |

| Reykjavík 3 giugno 2015, ore 17:00 | Islanda | 83 – 61 | Andorra | Laugardalshöll |

| Reykjavík 4 giugno 2015, ore 14:00 | Montenegro | 89 – 69 | Andorra | Laugardalshöll |

| Reykjavík 4 giugno 2015, ore 17:00 | Islanda | 81 – 72 | Lussemburgo | Laugardalshöll |

| Reykjavík 5 giugno 2015, ore 17:00 | Lussemburgo | 93 – 79 | Andorra | Laugardalshöll |

| Reykjavík 6 giugno 2015, ore 17:00 | Islanda | 84 – 102 | Montenegro | Laugardalshöll |

### Classifica
| Pos. | Squadra     | Pt | G | V | P | PF  | PS  | DP  |
| ---- | ----------- | -- | - | - | - | --- | --- | --- |
| 1.   | Montenegro  | 6  | 3 | 3 | 0 | 276 | 211 | +65 |
| 2.   | Islanda     | 5  | 5 | 2 | 1 | 248 | 235 | +13 |
| 3.   | Lussemburgo | 4  | 3 | 1 | 2 | 223 | 245 | -22 |
| 4.   | Andorra     | 3  | 3 | 0 | 3 | 209 | 265 | -56 |